# Caitlin Gerard

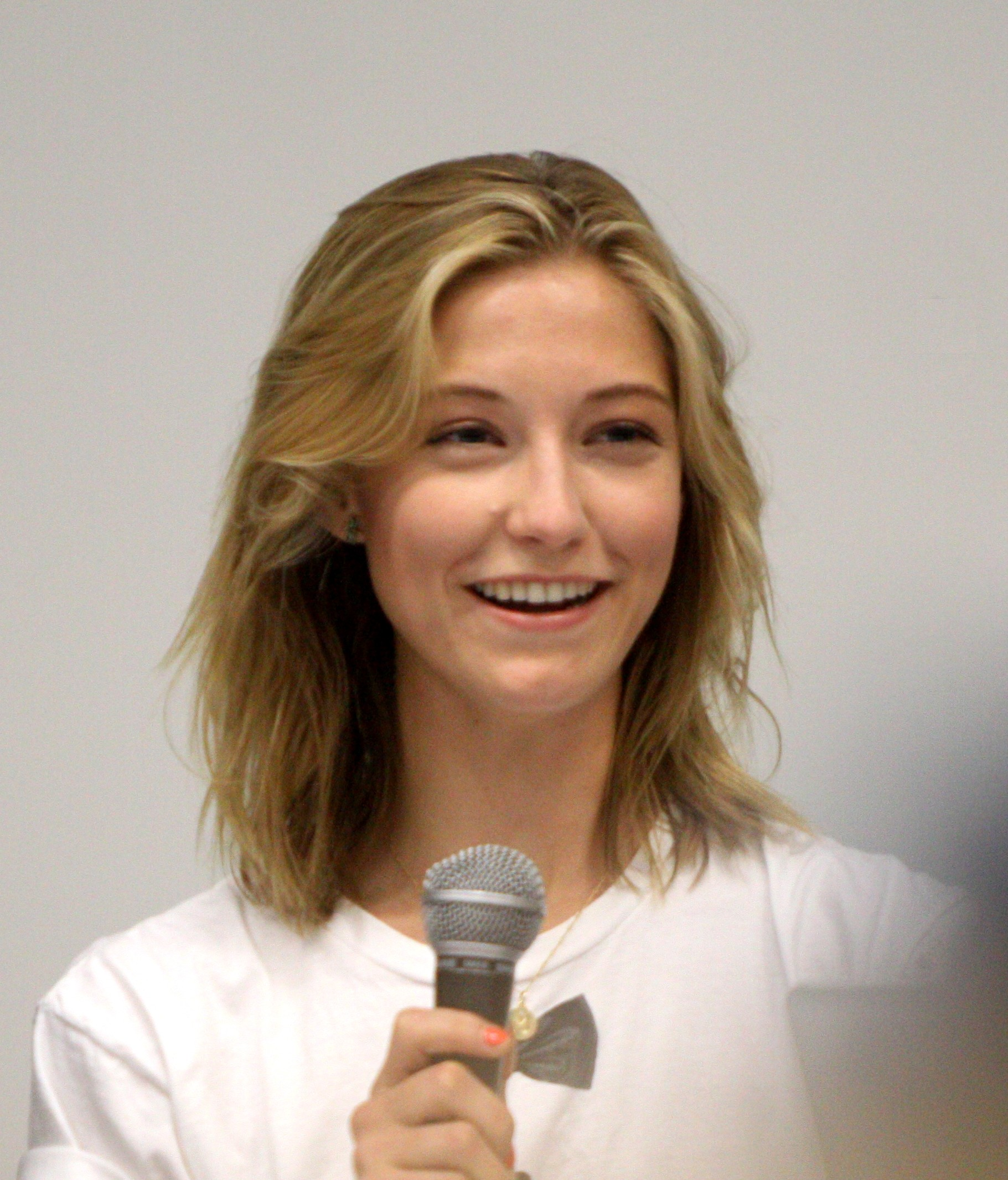
Caitlin Gerard (2012)

Caitlin Beverly Gerard (* 26. Juli 1988 in Los Angeles, Kalifornien) ist eine US-amerikanische Schauspielerin.

## Leben und Karriere
Die in Los Angeles geborene Caitlin Gerard besuchte in ihrer Kindheit die Lycee International of Los Angeles. Ihren High-School-Abschluss erwarb sie an der Malibu High School im Jahr 2006. Des Weiteren spricht sie neben ihrer Muttersprache Englisch fließend Deutsch und Französisch. Später besuchte sie die UCLA, an der ihre Hauptfächer Englisch und Kreatives Schreiben waren. Außerdem war sie in Werbekampagnen für Abercrombie & Fitch, Hollister, Coca-Cola, Burger King und Pizza Hut zu sehen.
Ihre erste Filmrolle hatte Caitlin Gerard 2010 in The Social Network als Ashleigh. Im gleichen Jahr folgten noch die Filme The Awakening und Answers to Nothing. Nachdem sie in den YouTube-Serien Jan und Vanessa & Jan als Jan ihre erste Hauptrolle hatte, war sie 2013 neben Bo Burnham in der MTV-Sitcom Zach Stone Is Gonna Be Famous in der Rolle der Amy zu sehen.

## Filmografie (Auswahl)
- 2010: The Social Network
- 2010: The Awakening
- 2010: Answers to Nothing
- 2012: Jan (Serie, 15 Folgen)
- 2012: Vanessa & Jan (Serie, 6 Folgen)
- 2012: Ruth & Erica (Serie, Folge 1x09)
- 2012: Smiley – Das Grauen trägt ein Lächeln (Smiley)
- 2013: Zach Stone Is Gonna Be Famous (Serie, 12 Folgen)
- 2015: American Crime (Serie, 11 Folgen)
- 2015: Pocket Listing
- 2016: The Assignment
- 2017: Incorporated (Serie, Folge 1x06)
- 2017: When We Rise (Serie, 3 Folgen)
- 2018: Insidious: The Last Key
- 2018: The Wind
- 2018: The Last Ship (Serie, 7 Folgen)
- 2023: Magic Mike: The Last Dance (Magic Mike’s Last Dance)